# Microserica kurseongana
Microserica kurseongana är en skalbaggsart som beskrevs av Moser 1915. Microserica kurseongana ingår i släktet Microserica och familjen Melolonthidae. Inga underarter finns listade i Catalogue of Life.